# Mr. Plow
«Mr. Plow» (рус. Мистер Плуг) — девятая серия четвёртого сезона анимационного сериала «Симпсоны». В этой серии Гомер покупает снегоуборочную машину и начинает собственный бизнес снегоуборщика. Его успешная и прибыльная работа вдохновляет Барни на создание собственного бизнеса, начинающее тем самым конкуренцию. Сценарий был написан Джоном Витти, а срежиссировал его Джим Рирдон. Приглашёнными звёздами серии были Адам Уэст и Линда Ронстадт в роли самих себя, и Фил Хартман в роли Троя МакКлюра. Длина серии — 23 минуты 40 секунд.
Впервые серия была показана на канале Fox 19 ноября 1992 года в США. 9 июня 1994 года состоялся премьерный показ серии в Германии, а 28 декабря 1998 года — в Венгрии. В формате DVD серия, как и весь четвёртый сезон, была выпущена в 2004 году.

## Сюжет
В Спрингфилде сильный снегопад. Мардж просит Гомера вернуться из таверны домой. Гомер в условиях непогоды (сильный ветер, снегопад) врезался в автомобиль Мардж. Из-за аварии обе машины семьи приходят в негодность, и, оставшись без транспорта, Гомер начал искать новый автомобиль. После нескольких неудачных попыток подыскать подходящую машину семья отправляется на автошоу, где Гомер встречает Адама Уэста. После этой волнующей встречи Гомер, отходя от Уэста, замечает снегоуборочную машину и покупает её. Симпсон начинает собственный бизнес снегоуборщика под именем «Мистер Плуг», но испытывает затруднения с клиентами. Его рекламные кампании неудачны (он раскладывает под дворники автомобилей свою рекламу, но её уносит ветер; рекламирует свои услуги во время выступления в церкви, но его выводят под руки), пока Лиза не предлагает рекламу на телевидении (92 канал). Законченная реклама и джингл привлекают много клиентов, и бизнес начинает процветать. Гомеру дают ключ от города с учётом того, что он будет обслуживать город. Барни Гамбл, завидующий достижениям Гомера, спрашивает у того как можно добиться успеха. Гомер говорит: «Одного желания мало. Надо собраться с силами и проявить себя с лучшей стороны». На следующий день становится известно, что Барни купил самую большую снегоуборочную машину и начал конкурирующую кампанию под именем «Король Плуг». Гамбл создал собственную телевизионную рекламу, порочащую репутацию Гомера, и нанимает Линду Ронстадт для исполнения лирики. Гомер теряет всех своих клиентов, и Мэр Куимби отдаёт ключ от Спрингфилда Барни. Грустя в баре, Гомер вспоминает, как Барни впервые попробовал пиво...
Симпсон всячески пытается вернуть клиентов, он даже создаёт по совету Лизы второй джингл, но ничего не срабатывает. Чтобы отомстить, Гомер врёт Барни, что нужно вычистить дороги на Пике вдовы, который находится за городом. Гомер снова чистит дороги до тех пор, пока не видит в новостях репортаж про Гамбла, попавшего под лавину после своей фирменной отрыжки. Гомер сразу едет в горы и находит друга. Друзья забывают о разногласиях и соглашаются работать вместе, сказав: «Когда два друга вместе, их не остановит даже Бог». Разозлённый Бог саркастично ответил: «Неужели?» — и начал топить весь снег в Спрингфилде. Теперь Гомер не может работать снегоуборщиком, его снегоуборочную машину забирают за неуплату, и Симпсон возвращается к обычной жизни.

## Производство
Когда сценарий к серии начали писать, контракты многочисленного персонала истекли, из-за чего над серией работало малое количество людей. Эл Джин был взволнован насчёт того, как они создадут полностью новый сезон с таким малым количеством работников. Однако, несмотря на это, Джон Витти почти самостоятельно придумал все аспекты сюжета к этой серии. Вдохновение к Витти пришло после того, как он заметил, что во многих сериалах снег изображают как непримечательную часть Дня благодарения или Рождества, решив после этого создать серию с тем или иным появлением снега. Он составил сюжет с конкурирующими друзьями и покупкой Гомером снегоуборочной машины на автошоу. Джон таким образом придумал план: имея Адама Уэста на автошоу, он может пригласить его для камео и познакомиться с кумиром своего детства. Создатель сериала Мэтт Грейнинг и другие работники поддержали идею, также имея желание встретиться с Уэстом. Помимо Уэста и основного актёрского состава, в серии участвовали Фил Хартман в роли Троя МакКлюра и Линда Ронстадт в роли самой себя. Ронстадт записала свои реплики в Сан-Франциско. Джону Витти было поручено сделать записи песен Линды, и он наслаждался этим. По его словам, самая красивая вещь, которую он когда-либо слышал, — это Линда Ронстадт, поющая испанскую версию короля Плуга.
Несколько концепций серии было изменено после окончания создания аниматика, что затрудняло график. В первоначальной версии конкурентом Гомера был Ленни, однако идея вскоре была исключена, потому что она не была пригодной. Аниматик вновь был изменён, чтобы добавить сцену с Гомером, балансирующим на автомобиле на краю обрыва, и спасшимся покрутив колёсико смены частот на радиостанции. Эта шутка была придумана Конаном О’Брайеном и так понравилась сценаристам, что они включили её в серию.
Производственный персонал столкнулся с проблемой с сетевыми цензорами из-за сцены, в которой Гомер, отвечая на телефонный звонок, говорит, что он Тони Дау из сериала «Leave It to Beaver». После короткой паузы Симпсон говорит: «Да, они были геями». Цензоры отказывались позволять фразе прозвучать в эфире, опасаясь судебного иска за клевету. Работники сериала возражали, аргументируя это тем, что никто в особенности не подразумевался и что слово «они» может означать кого угодно. После многочисленных телефонных звонков и аргументов цензоры оставили фразу.

## Ссылки на культурные явления

Кадр из второго джингла Гомера